# Hala Sultan Tekke
Hala Sultan Tekke (Turks: Hala Sultan Tekkesi, Grieks: Χαλά Σουλτάν Τεκκέ) moskee, ook wel de moskee van Umm Haram genoemd, is een moskee aan het zoutmeer van Larnaca vlak bij de luchthaven Larnaca op het eiland Cyprus. Het is een islamitisch heiligdom aan de Griekse kant van het eiland.

## Geschiedenis

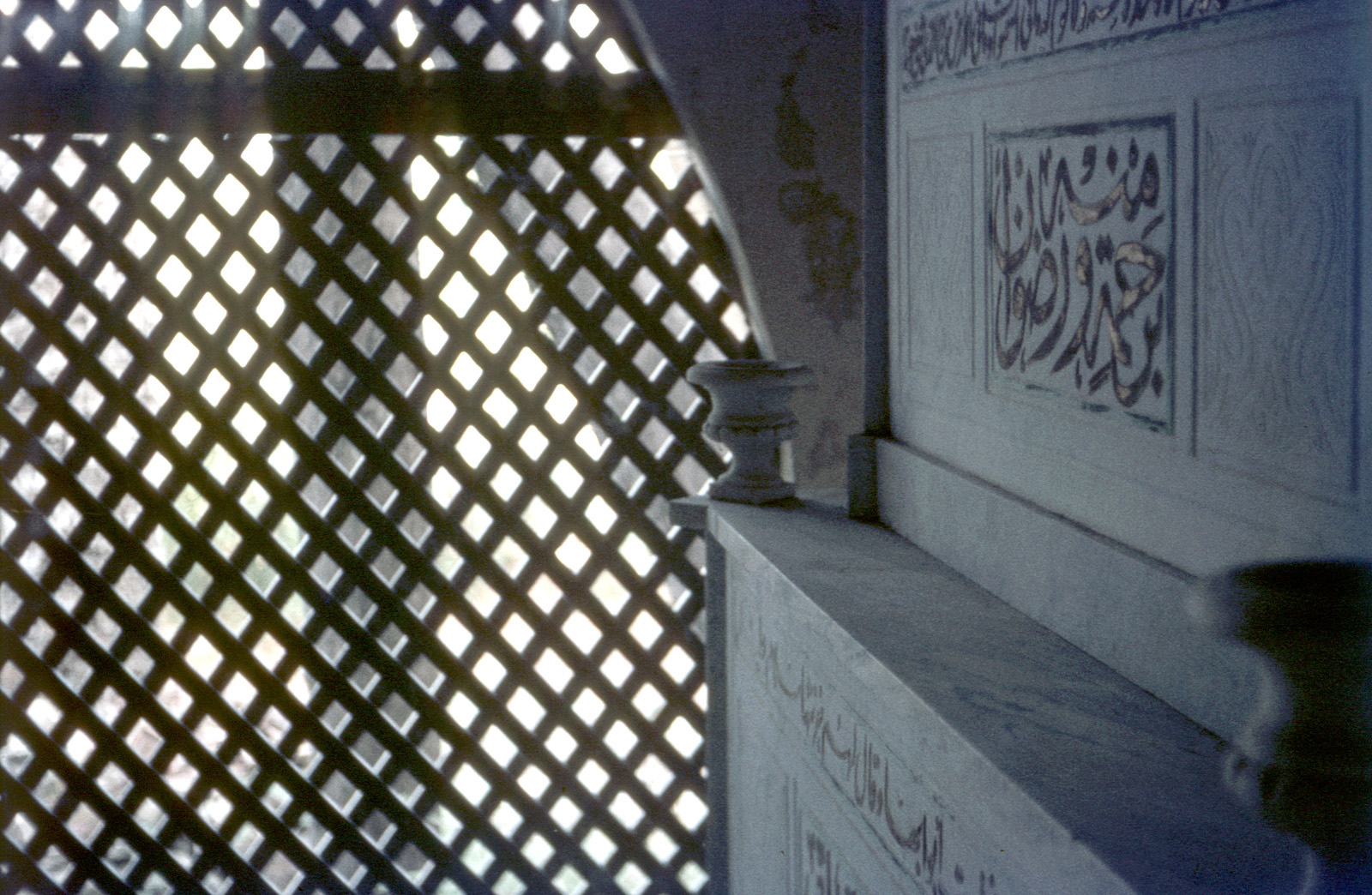
Graftombe van Hala Sultan

Toen de Arabieren in 647 Cyprus veroverden, was Hala Sultan daarbij aanwezig, een tante van vaderskant van de profeet Mohammed. Ze viel in het latere Hala-Sultan-Tekke van haar muildier en stierf. Ze werd ter plekke begraven, haar graf ontwikkelde zich tot een pelgrimsoord. In 1760 begon sjeik Hassan de bouw van een moskee. In 1816 was het gebouw gereed, zodat vanaf toen het graf in een zijruimte van het gebouw was gelegen. Later werd ook voorzien in onderkomens voor pelgrims. Het graf van de Turkse vrouw van Hussein ibn Ali, die door de Britten naar Cyprus werd verbannen, bevindt zich eveneens in de moskee.
Het complex bestaat uit een moskee met minaret, een mausoleum, een begraafplaats en woonverblijven voor mannen en vrouwen. Het woord Tekke of Zawiya (klooster) duidt op een gebouw dat bestemd was voor bijeenkomsten van een soefi-gemeenschap of tariqa. Tegenwoordig is het complex vrij toegankelijk en behoort het niet tot enige religieuze stroming; het ligt in een rustige omgeving aan de oever van het zoutmeer en is geclassificeerd als oudheidkundig monument.

## Archeologische vindplaats
De locatie van de moskee is een belangrijke vindplaats uit de bronstijd. De eerste opgravingen vonden plaats in 1897 en 1898 in opdracht van het British museum. In 1948 deed de Cypriotische oudheidkundige dienst onderzoek. Archeoloog Vassos Karageorghis was er in 1968 en 1974 aan het werk; de Zweedse Cyprus-expeditie onder leiding van Paul Åström vanaf 1971. Nabij de moskee ligt een stad uit de bronstijd, het huidige Dromolaxia. Deze stad werd vermoedelijk rond 1600 v. Chr. gebouwd. Ze bereikte haar grootste omvang in de eerste helft van de 12e eeuw v. Chr. en besloeg toen ca. 2,5 ha. Evenals bij het nabijgelegen Enkomi was er sprake van een regelmatige plattegrond met een rechthoekig stratenpatroon. In de stad werden onder andere werkplaatsen van kopersmeden uitgegraven en werden gietvormen voor sikkels, een stenen aambeeld en blaasbalg-pijpen gevonden. Ook werd de aanwezigheid van een ivoorsnijder ontdekt, en werden praalgraven blootgelegd.

## Betekenis
De locatie wordt erkend als een heilige plaats voor Turks-Cypriotische moslims. In een beoordeling van de culturele erfgoederen van Cyprus zei Professor George E. Bowen van de University of Tennessee, dat de Hala Sultan Tekke de derde heilige plaats ter wereld is voor moslims, na Mekka en Medina.
Het wordt ook wel de vierde heilige plaats genoemd, dan met Jeruzalem op de derde plaats. Omdat het complex in het Griekse niet-moslimgedeelte van het eiland ligt, komen er niet veel pelgrims.

## Afbeeldingen

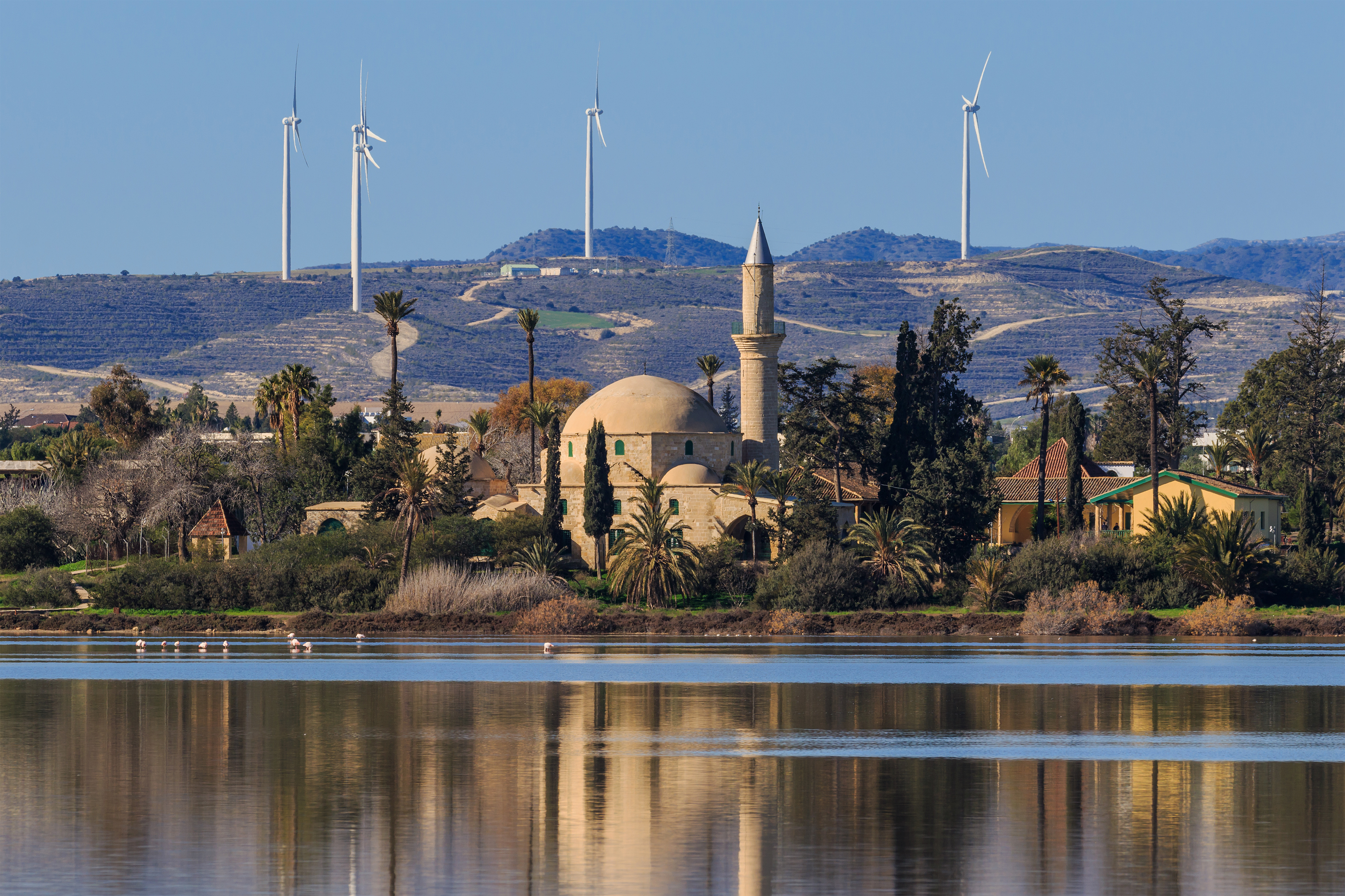
Hala Sultan Tekke met het zoutmeer op de voorgrond
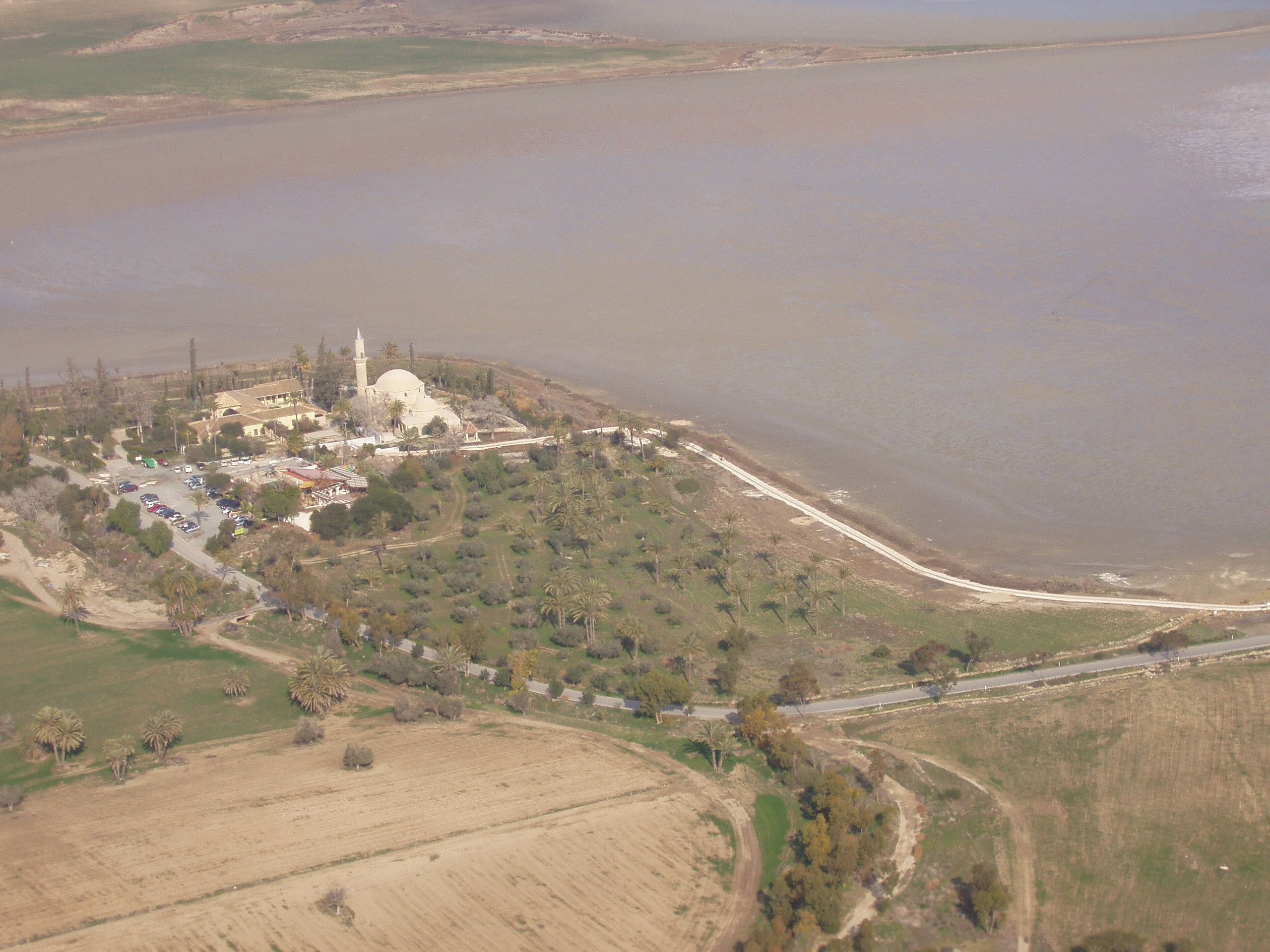
Luchtfoto van het zoutmeer (in de winter) met Hala Sultan Tekke
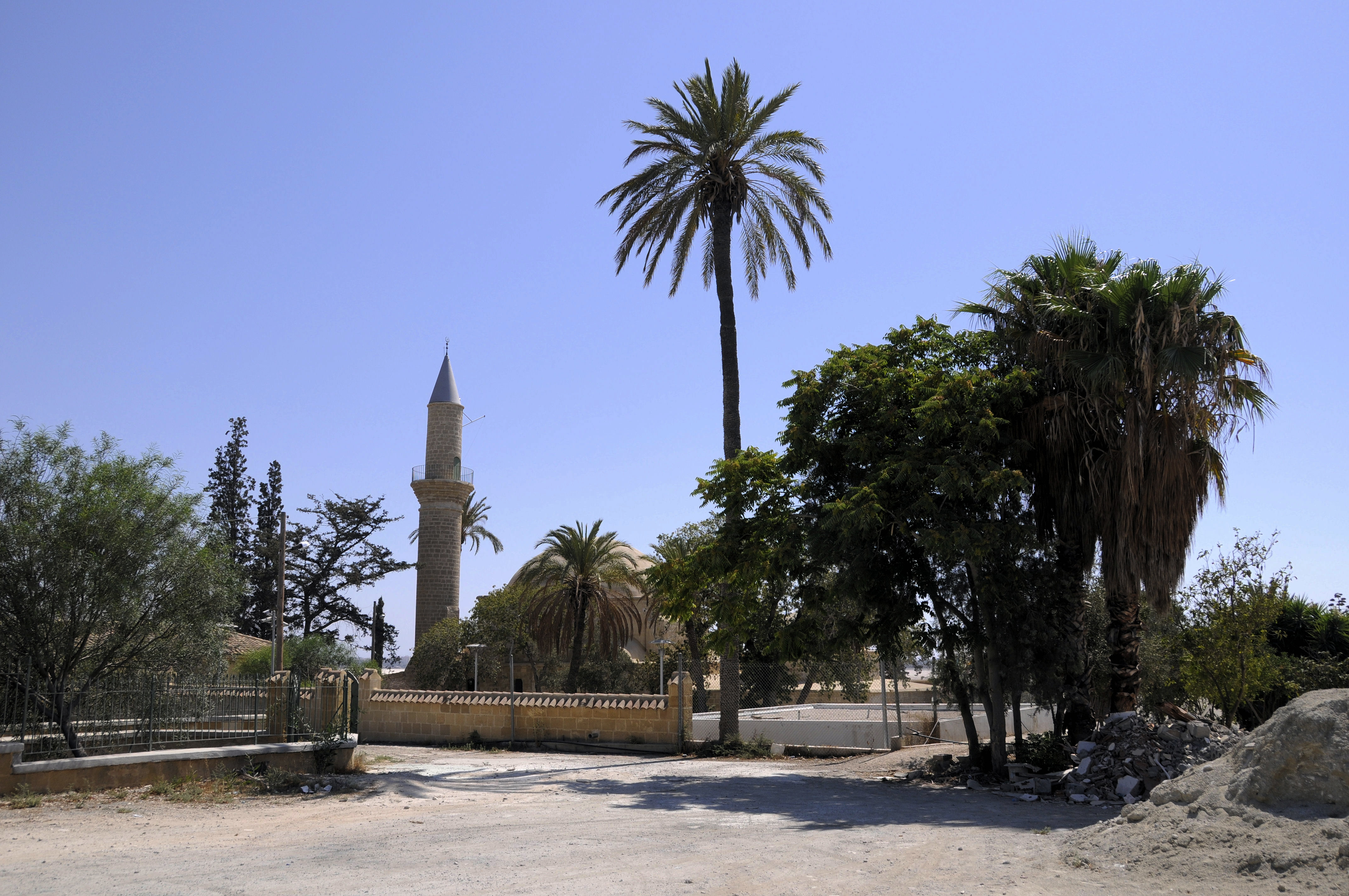
Hala Sultan Tekke.
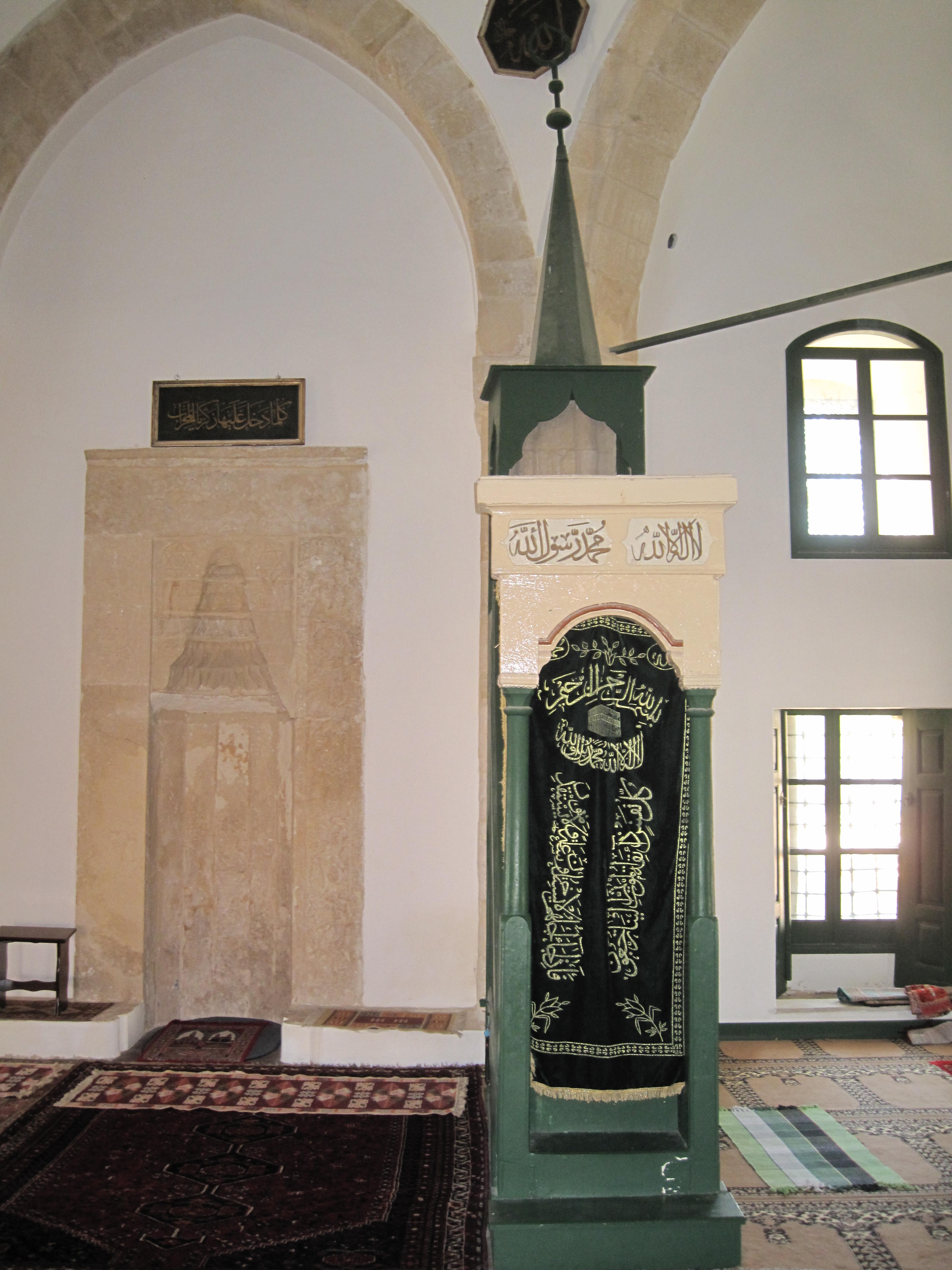
Binnenzijde moskee
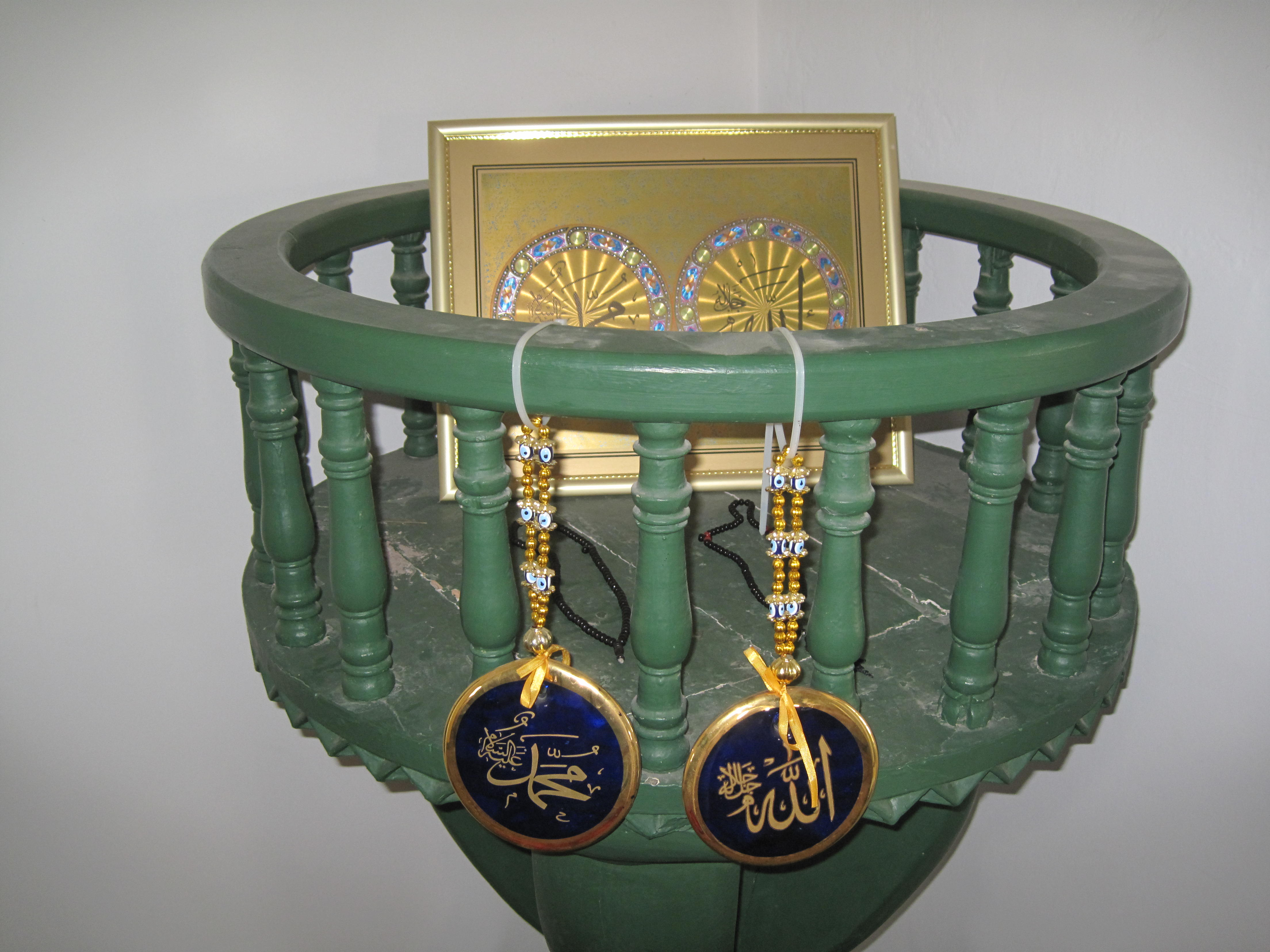
In de moskee